# 폴리아니세
폴리아니세(이탈리아어: Foglianise)는 이탈리아 캄파니아주 베네벤토도의 코무네다. 나폴리로부터 북동쪽으로 50km , 베네벤토 북서쪽으로 10km 거리에 있다.